# Maxi Gómez
Maximiliano "Maxi" Gómez González, född 14 augusti 1996, är en uruguayansk fotbollsspelare som spelar för den turkiska storklubben Trabzonspor och Uruguays landslag.